# Maud Gobert
Pour les articles homonymes, voir Gobert.
Maud Gobert, née Giraud le 25 avril 1977, est une traileuse française. Elle a remporté les championnats du monde de trail 2011 dans le Connemara, en Irlande. Elle a également gagné le Festival des Templiers en 2009 et 2011, ou encore le trail du Colorado, à La Réunion, le 1er juin 2014.

## Résultats
| no  | féminin            | Course                           | Pays                 | Longueur | Départ          | Temps            |
| --- | ------------------ | -------------------------------- | -------------------- | -------- | --------------- | ---------------- |
| 57e | Médaille d'argent  | CCC                              | France Italie Suisse | 98 km    | 29 août 2008    | 16 h 41 min 04 s |
|     | Médaille d'or      | Lyon Urban Trail                 | France               | 42 km    | 7 juin 2009     | 3 h 38 min 20 s  |
| 21e | Médaille d'argent  | 6000D                            | France               | 60 km    | 24 juillet 2009 | 6 h 48 min 46 s  |
| 30e | Médaille d'argent  | La grande course des Templiers   | France               | 72 km    | 25 octobre 2009 | 7 h 24 min 58 s  |
| 28e | Médaille d'or      | SaintéLyon                       | France               | 69 km    | 6 décembre 2009 | 5 h 54 min 24 s  |
| 14e | Médaille d'argent  | Éco-Trail de Paris Île-de-France | France               | 80 km    | 20 mars 2010    | 7 h 10 min 49 s  |
| 13e | Médaille d'or      | 6000D                            | France               | 60 km    | 23 juillet 2010 | 6 h 36 min 18 s  |
| 22e | Médaille d'or      | Swiss Alpine Marathon K42        | Suisse               | 42 km    | 31 juillet 2010 | 4 h 04 min 21 s  |
| 29e | Médaille d'or      | CCC                              | France Italie Suisse | 98 km    | 27 août 2010    | 14 h 07 min 38 s |
| 43e | Médaille d'argent  | La grande course des Templiers   | France               | 71 km    | 24 octobre 2010 | 7 h 57 min 08 s  |
| 34e | Médaille d'or      | SaintéLyon                       | France               | 68 km    | 5 décembre 2010 | 6 h 12 min 57 s  |
| 21e | Médaille d'argent  | Lyon Urban Trail                 | France               | 38 km    | 3 avril 2011    | 3 h 30 min 14 s  |
| 31e | Médaille d'or      | Championnats du monde de trail   | Irlande              | 71,5 km  | 9 juillet 2011  | 7 h 41 min 31 s  |
| 42e | Médaille d'or      | La grande course des Templiers   | France               | 72 km    | 23 octobre 2011 | 7 h 30 min 00 s  |
| 18e | Médaille d'or      | 6000D                            | France               | 55 km    | 28 juillet 2012 | 5 h 28 min 53 s  |
| 58e | Médaille de bronze | CCC                              | France Italie Suisse | 86 km    | 31 août 2012    | 11 h 56 min 42 s |
| 43e | Médaille d'or      | SaintéLyon                       | France               | 75 km    | 8 décembre 2013 | 6 h 57 min 59 s  |
| 26e | Médaille d'or      | 6000D                            | France               | 63 km    | 26 juillet 2014 | 6 h 51 min 31 s  |
| 55e | Médaille d'or      | SaintéLyon                       | France               | 75 km    | 7 décembre 2014 | 6 h 48 min 44 s  |
| 33e | Médaille d'argent  | TDS                              | Italie France        | 119 km   | 30 août 2017    | 18 h 11 min 54 s |